# Panzer IX/X
Сверхтяжёлые танки Panzer IX и Panzer X никогда не существовали даже в проектах (по другим данным — проекты этих танков имелись). В 1944 году в журнале «Сигнал» были опубликованы рисунки этих танков, дабы дезинформировать союзников насчёт немецких возможностей в плане танкостроения, а также, чтобы лишний раз придать населению уверенность в победе. В 1944 году немецкая промышленность была не в состоянии производить столь современные даже для XXI века танки. 
На основании чертежей и рисунков танков можно сделать вывод, что Panzer X должен был быть шире, чем Маус и вооружаться либо 88-мм пушкой, либо 128-мм пушкой. Также данные танки для своего времени были очень современными и имели ряд новшеств, применяемых и сейчас. Таковым являются надгусеничные экраны, а также закруглённая лобовая броня.